# Augusta Dorotea di Brunswick-Wolfenbüttel (principessa di Schwarzburg)
Augusta Dorotea di Brunswick-Wolfenbüttel (Wolfenbüttel, 16 dicembre 1666 – Arnstadt, 11 luglio 1751) fu duchessa di Brunswick-Wolfenbüttel e principessa consorte di Schwarzburg-Sondershausen.

## Biografia
Era figlia del duca Antonio Ulrico di Brunswick-Wolfenbüttel (1633-1714), e di sua moglie Elisabetta Giuliana di Schleswig-Holstein-Sonderburg-Norburg (1634-1704). Sposò a Wolfenbüttel il 7 agosto 1684 il conte Antonio Günther II di Schwarzburg-Sondershausen, che venne elevato al rango di principe imperiale nel 1697. La coppia visse ad Arnstadt, e non ebbe figli.
Augusta Dorotea sopravvisse al marito 35 anni, e visse nel castello di Augustenburg, oggi non più esistente, che fu sua residenza vedovile, e dove morì nel 1751. Durante la sua vedovanza, diede vita alla collezione di bambole Mon Plaisir, le cui bambole rappresentano la società dell'epoca, secondo lo stile dei gabinetti delle curiosità, tipici dell'età barocca. Scomparso il castello di Augustenburg, la collezione venne spostata nel Palazzo nuovo di Arnstadt.

## Ascendenza
|                                                              |                                           |                                          | Genitori                             |  |  | Nonni |  |  | Bisnonni                         |  |  | Trisnonni                       |  |
|                                                              |                                           |                                          |                                      |  |  |       |  |  | Enrico III di Brunswick-Lüneburg |  |  | Ernesto I di Brunswick-Lüneburg |  |
|                                                              |                                           |                                          |                                      |  |  |       |  |  | Enrico III di Brunswick-Lüneburg |  |  | Ernesto I di Brunswick-Lüneburg |  |
|                                                              |                                           | Sofia di Meclemburgo-Schwerin            |                                      |  |  |       |  |  | Enrico III di Brunswick-Lüneburg |  |  |                                 |  |
| Augusto di Brunswick-Lüneburg                                |                                           |                                          |                                      |  |  |       |  |  | Enrico III di Brunswick-Lüneburg |  |  |                                 |  |
|                                                              |                                           | Ursula di Sassonia-Lauenburg             | Francesco I di Sassonia-Lauenburg    |  |  |       |  |  |                                  |  |  |                                 |  |
|                                                              |                                           | Ursula di Sassonia-Lauenburg             | Francesco I di Sassonia-Lauenburg    |  |  |       |  |  |                                  |  |  |                                 |  |
|                                                              |                                           | Ursula di Sassonia-Lauenburg             | Sibilla di Sassonia-Freiberg         |  |  |       |  |  |                                  |  |  |                                 |  |
| Antonio Ulrico di Brunswick-Wolfenbüttel                     |                                           | Ursula di Sassonia-Lauenburg             |                                      |  |  |       |  |  |                                  |  |  |                                 |  |
|                                                              |                                           | Rodolfo di Anhalt-Zerbst                 | Gioacchino Ernesto di Anhalt         |  |  |       |  |  |                                  |  |  |                                 |  |
|                                                              |                                           | Rodolfo di Anhalt-Zerbst                 | Gioacchino Ernesto di Anhalt         |  |  |       |  |  |                                  |  |  |                                 |  |
|                                                              |                                           | Rodolfo di Anhalt-Zerbst                 | Eleonora di Württemberg              |  |  |       |  |  |                                  |  |  |                                 |  |
| Dorotea di Anhalt-Zerbst                                     |                                           | Rodolfo di Anhalt-Zerbst                 |                                      |  |  |       |  |  |                                  |  |  |                                 |  |
|                                                              |                                           | Dorotea Edvige di Brunswick-Wolfenbüttel | Enrico Giulio di Brunswick-Lüneburg  |  |  |       |  |  |                                  |  |  |                                 |  |
|                                                              |                                           | Dorotea Edvige di Brunswick-Wolfenbüttel | Enrico Giulio di Brunswick-Lüneburg  |  |  |       |  |  |                                  |  |  |                                 |  |
|                                                              |                                           | Dorotea Edvige di Brunswick-Wolfenbüttel | Dorotea di Sassonia                  |  |  |       |  |  |                                  |  |  |                                 |  |
| Augusta Dorotea di Brunswick-Wolfenbüttel                    |                                           | Dorotea Edvige di Brunswick-Wolfenbüttel |                                      |  |  |       |  |  |                                  |  |  |                                 |  |
|                                                              | Giovanni di Schleswig-Holstein-Sonderburg | Cristiano III di Danimarca               |                                      |  |  |       |  |  |                                  |  |  |                                 |  |
|                                                              | Giovanni di Schleswig-Holstein-Sonderburg | Cristiano III di Danimarca               |                                      |  |  |       |  |  |                                  |  |  |                                 |  |
|                                                              | Giovanni di Schleswig-Holstein-Sonderburg | Dorotea di Sassonia-Lauenburg            |                                      |  |  |       |  |  |                                  |  |  |                                 |  |
| Federico di Schleswig-Holstein-Sonderburg-Norburg            | Giovanni di Schleswig-Holstein-Sonderburg |                                          |                                      |  |  |       |  |  |                                  |  |  |                                 |  |
|                                                              |                                           | Elisabetta di Brunswick-Grubenhagen      | Ernesto III di Brunswick-Grubenhagen |  |  |       |  |  |                                  |  |  |                                 |  |
|                                                              |                                           | Elisabetta di Brunswick-Grubenhagen      | Ernesto III di Brunswick-Grubenhagen |  |  |       |  |  |                                  |  |  |                                 |  |
|                                                              |                                           | Elisabetta di Brunswick-Grubenhagen      | Margherita di Pomerania-Wolgast      |  |  |       |  |  |                                  |  |  |                                 |  |
| Elisabetta Giuliana di Schleswig-Holstein-Sonderburg-Norburg |                                           | Elisabetta di Brunswick-Grubenhagen      |                                      |  |  |       |  |  |                                  |  |  |                                 |  |
|                                                              |                                           | Rodolfo di Anhalt-Zerbst                 | Gioacchino Ernesto di Anhalt         |  |  |       |  |  |                                  |  |  |                                 |  |
|                                                              |                                           | Rodolfo di Anhalt-Zerbst                 | Gioacchino Ernesto di Anhalt         |  |  |       |  |  |                                  |  |  |                                 |  |
|                                                              |                                           | Rodolfo di Anhalt-Zerbst                 | Eleonora di Württemberg              |  |  |       |  |  |                                  |  |  |                                 |  |
| Eleonora di Anhalt-Zerbst                                    |                                           | Rodolfo di Anhalt-Zerbst                 |                                      |  |  |       |  |  |                                  |  |  |                                 |  |
|                                                              |                                           | Dorotea Edvige di Brunswick-Wolfenbüttel | Enrico Giulio di Brunswick-Lüneburg  |  |  |       |  |  |                                  |  |  |                                 |  |
|                                                              |                                           | Dorotea Edvige di Brunswick-Wolfenbüttel | Enrico Giulio di Brunswick-Lüneburg  |  |  |       |  |  |                                  |  |  |                                 |  |
|                                                              |                                           | Dorotea Edvige di Brunswick-Wolfenbüttel | Dorotea di Sassonia                  |  |  |       |  |  |                                  |  |  |                                 |  |
|                                                              |                                           | Dorotea Edvige di Brunswick-Wolfenbüttel |                                      |  |  |       |  |  |                                  |  |  |                                 |  |